# Robert A. Wood
Robert A. Wood es un diplomático estadounidense que actualmente ejerce el cargo de Representante Alternativo de los Estados Unidos para Asuntos Políticos Especiales en la ONU, con el rango de embajador.

## Biografía
Wood obtuvo su licenciatura de la Universidad Municipal de Nueva York.

## Carrera diplomática
Wood se desempeñó como embajador de los Estados Unidos a la Conferencia de Desarme en Ginebra, Suiza entre 2014 y 2021. Durante ese tiempo, también ejerció los cargos de Comisario de los Estados Unidos a la Comisión Bilateral Consulatativa del tratado New START y de Representante Especial de los Estados Unidos para asuntos de la Convención sobre Armas Biológicas. Fue Subjefe de la Misión de los Estados Unidos a la Unión Europea en Bruselas. Además sirvió como Subjefe de la Misión a las Organizaciones Internacionales en Viena. Wood fue el Portavoz Adjunto y Vicesecretario Adjunto de la Dirección de Relaciones Públicas en el Departamento de Estado, y un oficial de información en la Embajada de los Estados Unidos en Berlín. También fue el Subdirector de Comunicaciones y Portavoz de la Misión de los Estados Unidos a la ONU en Nueva York.

### Representante Alternativo a la ONU
El 15 de diciembre de 2021, Joe Biden prepuso Wood para la posición de Representante Alternativo de los Estados Unidos para Asuntos Políticos Especiales a la ONU, con el rango de embajador. Se celebraron audiencias sobre su nombramiento ante el Comité de Relaciones Exteriores del Senado de los Estados Unidos el 23 de junio de 2022. Se confirmó su nominación ante el Senado completo.
El 8 de diciembre de 2023, Wood votó en contra de una resolución de la ONU a favor de un alto de fuego permanente en Gaza. Este voto en contra vetó la resolución. Afirmó que la resolución «únicamente sembrará las semillas de la próxima guerra» y que «estaba divorciada de la realidad».
El 1 de marzo, Argelia presentó un comunicado de condena debido a la muerte de más de cien palestinos en un ataque israelí mientras esperaban para conseguir ayuda humanitaria en la ciudad de Gaza. El representante permanente palestino ante la ONU, Riad Mansur, indicó que catorce de los quince miembros del Consejo de Seguridad, respaldaron el comunicado, con la excepción de Estados Unidos que utilizó su derecho a veto. El representante adjunto estadounidense, Robert A. Wood, justificó su rechazo a la condena en que Washington «no cuenta con todos los hechos sobre el terreno».

## Vida personal
Wood habla español, alemán y francés.